# Igreja Presbiteriana na República da Coreia
Não confundir com a Igreja Presbiteriana na Coreia, a primeira e mais antiga denominação presbiteriana na Coreia do Sul.
A Igreja Presbiteriana na República da Coreia ou Igreja Presbiteriana Coreana - em coreano 한국기독교장로회 - cujo nome é frentemente abreviado para Gijang, é a quinta maior denominação presbiteriana na Coreia do Sul. Foi formada em 1954, por um grupo dissidente da Igreja Presbiteriana na Coreia.

## História
Na década de 1950, diversos conflitos teológicos abalaram a Igreja Presbiteriana na Coreia. Os membros do Seminário Chosun, adotaram a Crítica histórico-literária da Bíblia. Por isso, o Dr. Kim Jae-Joon foi expulso da igreja em 1952. Em 1953, um grupo se juntou ao pastor para formar a Igreja Presbiteriana na República da Coreia.
Desde então, tornou-se a denominação mais ecumênica, liberal e progressista entre os presbiterianos coreanos.

## Demografia
| Ano  | Membros |
| ---- | ------- |
| 2004 | 336.095 |
| 2007 | 337.570 |
| 2014 | 284.160 |
| 2017 | 235.077 |
| 2018 | 236.036 |
| 2019 | 219.086 |
| 2020 | 215.617 |
| 2022 | 201.729 |
| 2023 | 193.221 |

Em 2007, a denominação atingiu seu pico de membros e desde então começou a declinar. Em 2019 chegou à 219.086 membros.

## Doutrina
A denominação é membro do Comunhão Mundial das Igrejas Reformadas. Ordena mulheres como pastoras desde 1954. É, portanto, mais ecumênica que a Igreja Presbiteriana na Coreia (HapDong), Igreja Presbiteriana na Coreia (Kosin) e Igreja Presbiteriana na Coreia (BaekSeok). Assim, como a Igreja Presbiteriana na Coreia (TongHap), apoia a Crítica histórico-literária da Bíblia e é membro do Concílio Mundial das Igrejas e do Conselho Nacional de Igrejas na Coreia.
Como as demais denominações presbiterianas, subscreve a Confissão de Fé de Westminster, Catecismo Maior de Westminster e Breve Catecismo de Westminster.